# Crepis paludosa
La  radichiella a pappo giallastro (nome scientifico  Crepis paludosa  (L.) Moench., 1794) è una pianta angiosperma dicotiledone della famiglia delle Asteraceae.

## Etimologia
L'etimologia del nome generico (Crepis) non è molto chiara. In latino Crèpìs significa pantofola, sandalo e i frutti, di alcune specie di questo genere, sono strozzati nella parte mediana ricordando così (molto vagamente) questo tipo di calzare. Inoltre lo stesso vocabolo nell'antica Grecia indicava il legno di Sandalo.. L'epiteto specifico (paludosa) deriva dal particolare habitat frequentato da questa pianta; mentre quello comune (“radichiella a pappo giallastro”) deriva dal colore del suo pappo.
Un primo inserimento di questa pianta nei cataloghi botanici è dovuto al biologo e scrittore svedese, considerato il padre della moderna classificazione scientifica degli organismi viventi, Carl von Linné (Rashult, 23 maggio 1707 – Uppsala, 10 gennaio 1778); studio proseguito dal botanico germanico Conrad Moench (1744-1805) nella pubblicazione "Methodus Plantas Horti Botanici et Agri Marburgensis" (Methodus (Moench) 535. ) del 1794.
I francesi chiamano questa pianta con il nome di Crépide des marais; mentre i tedeschi la chiamano: Sumpf-Pippau; e gli inglesi la chiamano Marsh Hawk's-berad

## Descrizione

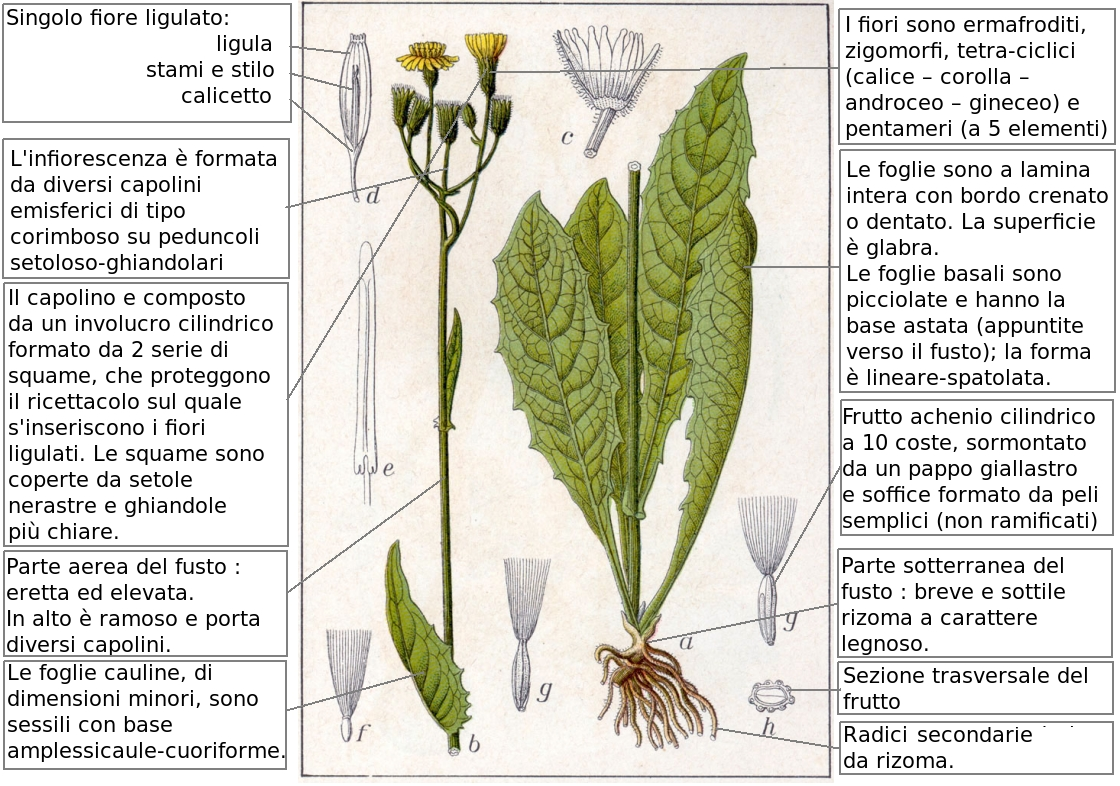
Descrizione delle parti della pianta

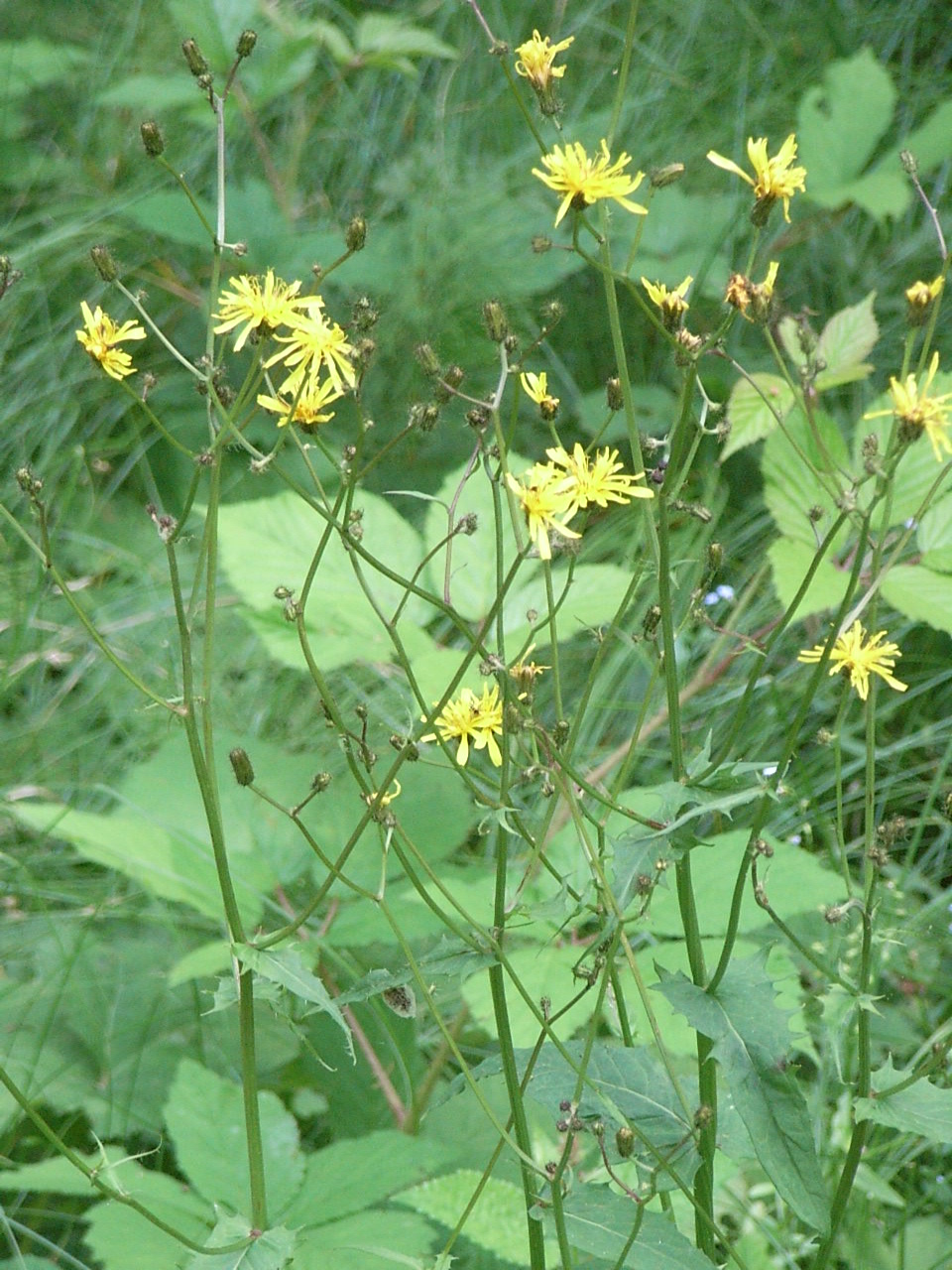
Il portamento

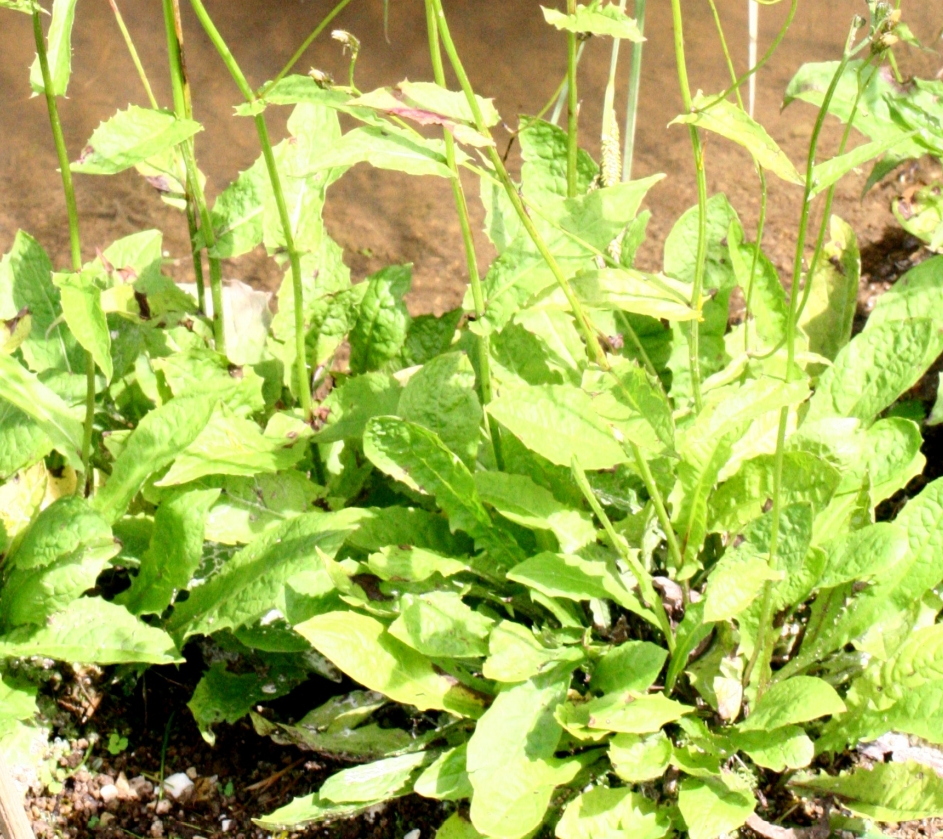
La rosetta basale
Località Giardino Botanico Alpino "Giangio Lorenzoni", Pian Cansiglio, Tambre d'Alpago (BL), 1000 m s.l.m.
- 5/7/2007

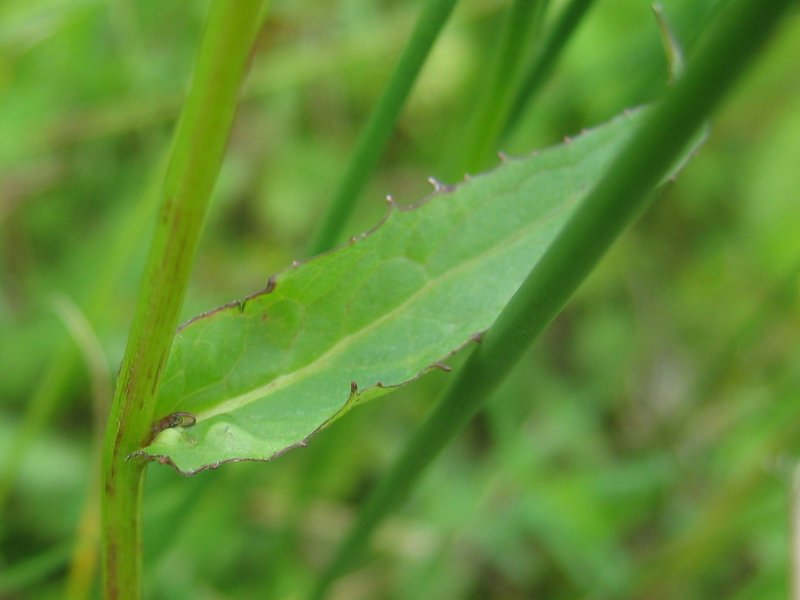
Foglia caulina

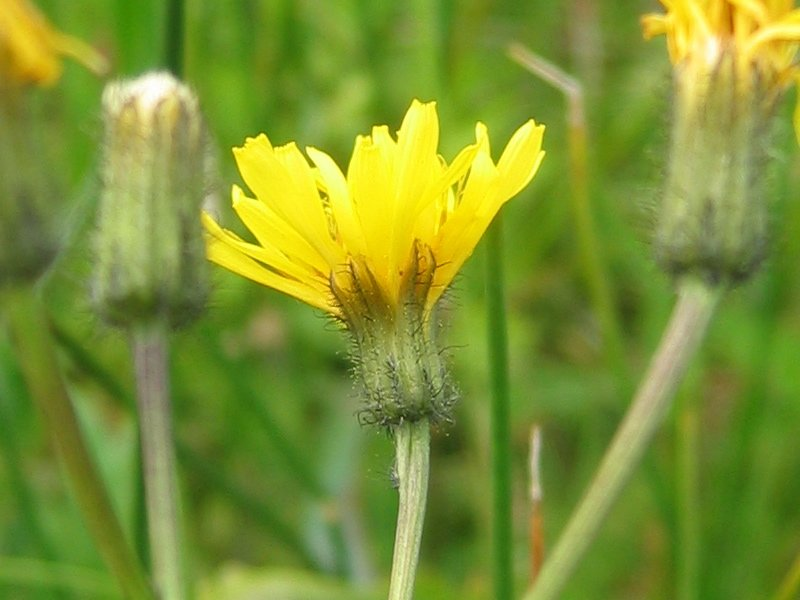
L'involucro

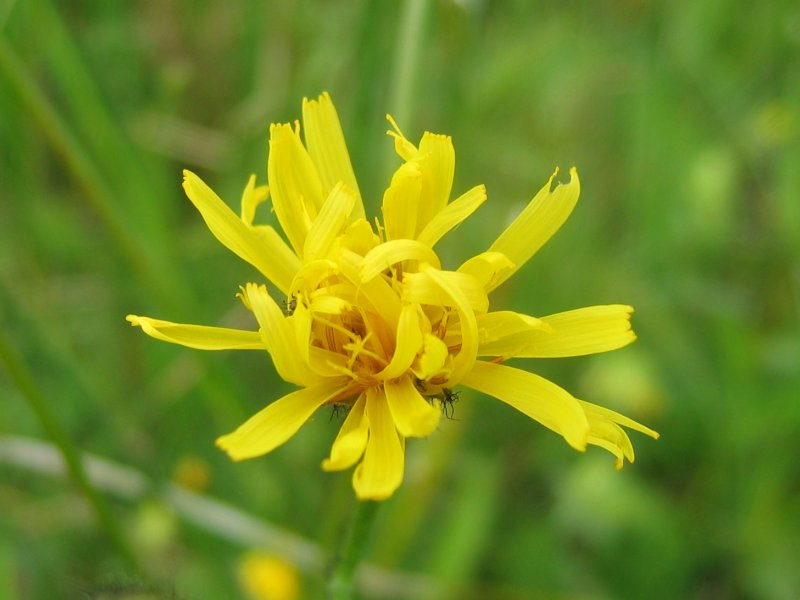
Il capolino

Habitus. La pianta di questa specie è una erbacea perenne. La forma biologica è emicriptofita scaposa (H scap), ossia sono piante con gemme svernanti al livello del suolo e protette dalla lettiera o dalla neve, e con uno scapo allungato non molto foglioso. Gli steli contengono abbondante latice amaro.
Fusto. 
- Parte ipogea: la parte sotterranea è un breve e sottile rizoma verticale o obliquo a carattere legnoso. Le radici sono secondarie da rizoma.
- Parte epigea: la parte aerea è eretta ed elevata. L'andamento è un po' angoloso e la superficie è costata e glabra. Sulle coste possono presentarsi dei riflessi purpurei, mentre alla base il colore è lievemente arrossato. In alto è ramoso e porta diversi capolini. Queste piante raggiungono i 100 cm di altezza (altezza media 40 – 70 cm).

Foglie. Le foglie si dividono in basali e cauline. Le foglie sono a lamina intera (sia quelle basali che cauline) con bordo crenato - dentato. La superficie è glabra.
- Foglie basali: le foglie basali sono picciolate e hanno la base astata (appuntite verso il fusto); la forma è lineare-spatolata. La parte inferiore delle foglie può presentarsi pennato-lobata, mentre quella apicale è quasi sempre intera. Dimensione delle foglie basali: larghezza 2 – 4 cm; lunghezza 10 – 15 cm.
- Foglie cauline: le foglie cauline, di dimensioni minori, sono sessili con base amplessicaule - cuoriforme. Le foglie lungo il caule sono disposte in modo alterno.

Infiorescenza. L'infiorescenza è formata da diversi capolini emisferici portati da peduncoli setoloso-ghiandolare; l'infiorescenza è di tipo corimboso. La struttura dei capolini è formata da un involucro sub-cilindrico formato da 2 serie di squame, che fanno da protezione al ricettacolo sul quale s'inseriscono i fiori ligulati. Le squame, disposte in modo embricato e scalato, sono coperte da setole nerastre e ghiandole più chiare. Il ricettacolo è piano e nudo (senza pagliette a protezione della base dei fiori, o raramente sono presenti). Dimensione dei peduncoli  : 2 – 5 cm. Dimensione dell'involucro: larghezza 3 – 8 mm, lunghezza 10 – 12 mm.
Fiori. I fiori tutti ligulati, sono tetra-ciclici (ossia sono presenti 4 verticilli: calice – corolla – androceo – gineceo) e pentameri (ogni verticillo ha in genere 5 elementi). I fiori sono ermafroditi, fertili e zigomorfi.
- Formula fiorale:

*/x K {\displaystyle \infty }, [C (5), A (5)], G 2 (infero), achenio
- Calice: i sepali del calice sono ridotti ad una coroncina di squame.
- Corolla: le corolle sono formate da una ligula terminante con 5 denti (è la parte finale dei cinque petali saldati fra di loro). Il colore dei fiori è in prevalenza giallo. La superficie può essere sia pubescente che glabra. Dimensione dei fiori maggiori: 18 – 20 mm.
- Androceo: gli stami sono 5 con filamenti liberi e distinti, mentre le antere sono saldate in un manicotto (o tubo) circondante lo stilo.[14] Le antere alla base sono prive di codette. Il polline è tricolporato.[15]
- Gineceo: lo stilo è filiforme. Gli stigmi dello stilo sono due divergenti e ricurvi con la superficie stigmatica posizionata internamente (vicino alla base).[16] Ogni stigma è ricoperto da una peluria bruno-nerastra. L'ovario è infero uniloculare formato da 2 carpelli.
- Fioritura: da giugno a luglio.

Frutti. I frutti sono degli acheni con pappo. Il frutto consiste in un achenio cilindrico, a 10 coste e sormontato da un pappo giallastro (o bianco sporco) e soffice formato da peli semplici (non ramificati). Dimensione degli acheni 4,5 – 5,5 mm. Dimensione del pappo : 6 – 7 mm.

## Biologia
- Impollinazione: l'impollinazione avviene tramite insetti (impollinazione entomogama tramite farfalle diurne e notturne).
- Riproduzione: la fecondazione avviene fondamentalmente tramite l'impollinazione dei fiori (vedi sopra).
- Dispersione: i semi (gli acheni) cadendo a terra sono successivamente dispersi soprattutto da insetti tipo formiche (disseminazione mirmecoria). In questo tipo di piante avviene anche un altro tipo di dispersione: zoocoria. Infatti gli uncini delle brattee dell'involucro si agganciano ai peli degli animali di passaggio disperdendo così anche su lunghe distanze i semi della pianta.

## Distribuzione e habitat

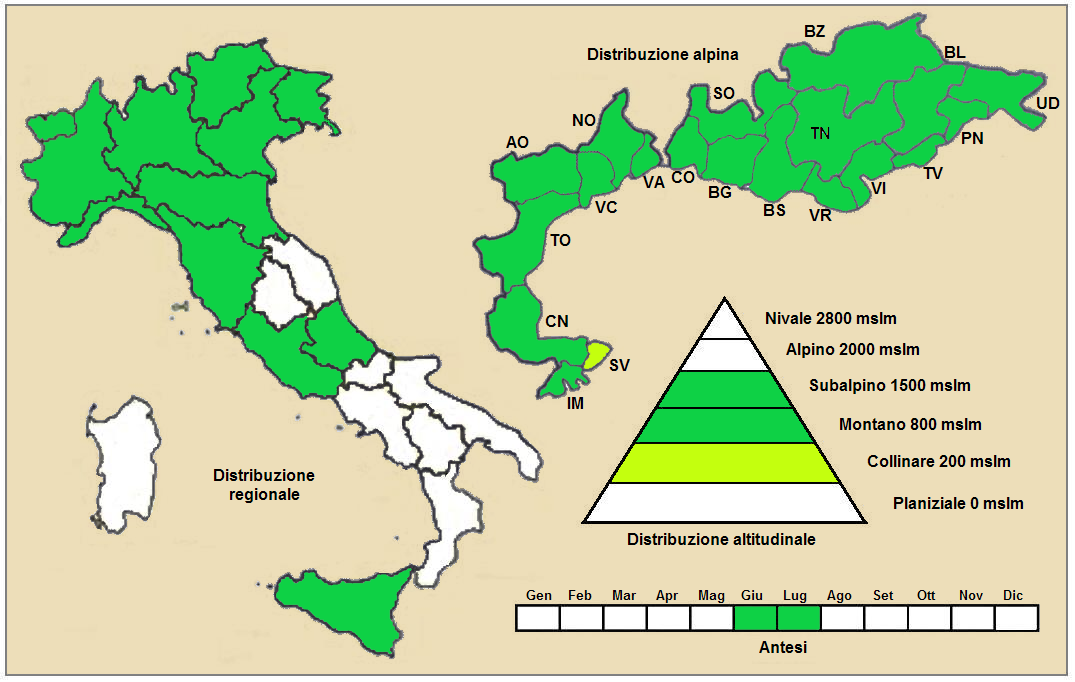
Distribuzione della pianta (Distribuzione regionale – Distribuzione alpina)

- Geoelemento: il tipo corologico (area di origine) è Europeo-Caucasico o anche Eurasiatico.
- Distribuzione: in Italia questa pianta è comune ed è presente al Nord, mentre al Centro e al Sud è rara e discontinua. Fuori dell'Italia frequenta buona parte dei rilievi montani europei (i Pirenei, il Massiccio Centrale francese, la catena montuosa del Giura, i Vosgi, la Foresta Nera, le Alpi Dinariche, i Balcani e i Carpazi) e pianure sottostanti.[18] Fuori dall'Europa si trova nella Turchia asiatica e in Siberia occidentale.[2]
- Habitat: l'habitat tipico per questa specie sono i prati e le boscaglie umide, oppure i consorzi di alte erbe nitrofile; ma anche le sorgenti e cadute d'acqua o i bordi dei ruscelli, le torbiere e paludi, oppure ontaneti torbosi e frassineti umidi. Il substrato preferito è sia calcareo che siliceo con pH neutro e medi valori nutrizionali del terreno.[18]
- Distribuzione altitudinale: queste piante vegetano dai 500 ai 2.000 m s.l.m.; frequentano quindi il piano montano e quello subalpino.

### Fitosociologia

#### Areale alpino
Dal punto di vista fitosociologico alpino la specie di questa scheda appartiene alla seguente comunità vegetale:
Formazione: comunità delle macro- e megaforbie terrestri
Classe: Molinio-Arrhenatheretea
Ordine: Molinietalia caeruleae
Alleanza: Calthion palustris

#### Areale italiano
Per l'areale completo italiano Crepis paludosa appartiene alla seguente comunità vegetale:
Macrotipologia: vegetazione erbacea sinantropica, ruderale e megaforbieti.
Classe: Galio aparines-Urticetea dioicae Passarge ex Kopecký, 1969
Ordine: Galio aparines-Alliarietalia petiolatae Oberdorfer ex Görs & Müller, 1969
Alleanza: Petasition officinalis Sill., 1933 em. Kopecky, 1969
Descrizione. L'alleanza Petasition officinalis è relativa alle comunità con prevalenza di specie perenni in orli forestali mesofili o meso-igrofili che si sviluppano in habitat ricchi di nutrienti dei climi temperati ed umido del mediterraneo. La comunità è povera di specie perenni a foglia larga. Distribuzione: l'alleanza è ampiamente distribuita sia in Europa che in Italia.
Specie presenti nell'associazione: Cirsium erisithales, Elymus caninus, Orobanche flava, Petasites hybridus, Petasites kablikianus, Valeriana sambucifolia, Telekia speciosa, Aconitum napellus, Aconitum variegatum, Aruncus dioicus, Athyrium filix-foemina, Cardamine amara, Carduus personata, Chrysosplenium alternifolium, Conocephalum conicum, Crepis paludosa, Knautia maxima, Lamiastrum montanum, Milium effusum, Oxalis acetosella, Pellia epiphylla, Petasites albus, Primula elatior, Ranunculus lanuginosus, Saxifraga rotundifolia, Senecio ovatus, Stellaria nemorum, Veronica urticifolia, Vicia sylvatica, Chaerophyllum hirsutum, Festuca gigantea, Geranium phaeum, Impatiens noli-tangere e Stachys sylvatica
Altre alleanze e associazioni per questa specie sono:
- Thalictro flavi-Filipendulion ulmariae
- Calthion palustris
- Alopecurion pratensis
- Cratoneurion commutati
- Cardamino amarae-Montion fontanae

## Tassonomia
La famiglia di appartenenza di questa voce (Asteraceae o Compositae, nomen conservandum) probabilmente originaria del Sud America, è la più numerosa del mondo vegetale, comprende oltre 23.000 specie distribuite su 1.535 generi, oppure 22.750 specie e 1.530 generi secondo altre fonti (una delle checklist più aggiornata elenca fino a 1.679 generi). La famiglia attualmente (2021) è divisa in 16 sottofamiglie.
La Crepis paludosa appartiene a un genere (Crepis) abbastanza numeroso comprendente oltre 200 specie, distribuite soprattutto nell'emisfero boreale (Vecchio Mondo), delle quali quasi una cinquantina sono proprie della flora italiana.
Il genere Crepis appartiene alla sottofamiglia Cichorioideae (in passato dette anche Liguliflorae ) caratterizzata dall'avere capolini con soli fiori ligulati (quelli periferici qualche volta sono unisessuali) e steli con canali laticiferi.

### Filogenesi
Il genere di questa voce appartiene alla sottotribù Crepidinae della tribù Cichorieae (unica tribù della sottofamiglia Cichorioideae). In base ai dati filogenetici la sottofamiglia Cichorioideae è il terz'ultimo gruppo che si è separato dal nucleo delle Asteraceae (gli ultimi due sono Corymbioideae e Asteroideae). La sottotribù Crepidinae fa parte del "quarto" clade della tribù; in questo clade è in posizione "centrale" vicina alle sottotribù Chondrillinae e Hypochaeridinae.
La sottotribù è divisa in due gruppi principali uno a predominanza asiatica e l'altro di origine mediterranea/euroasiatica. Da un punto di vista filogenetico, all'interno della sottotribù, sono stati individuati 5 subcladi. Il genere di questa voce appartiene al subclade denominato "Crepis-Lapsana-Rhagadiolus clade", composto dai generi Crepis L., 1753, Lapsana L., 1753 e Rhagadiolus Juss., 1789. Dalle analisi Crepis risulta parafiletico (per cui la sua circoscrizione è provvisoria).
Nella "Flora d'Italia" le specie italiane di Crepis sono suddivise in 4 gruppi e 12 sezioni in base alla morfologia degli acheni, dell'involucro e altri caratteri (questa suddivisione fatta per scopi pratici non ha valore tassonomico). La specie di questa voce appartiene al Gruppo 2 (gli acheni sono uniformi con un becco più o meno visibile o con un apice bruscamente ristretto) e alla Sezione G (gli involucri dei capolini sono lunghi 10 - 20 mm; gli acheni hanno 10 - 13 coste).
I caratteri distintivi per la specie di questa voce sono:
- gli involucri dei capolini sono lunghi 10 - 12 mm;
- le brattee dell'involucro sono ricoperte da setole nerastre e ghiandole più chiare;
- i fiori sono lunghi 18 - 23 mm;
- le coste degli acheni sono 10 e (almeno alcuni) hanno un becco ben distinto;
- gli acheni sono più o meno uniformi.

Il numero cromosomico della specie è: 2n = 12 e 36.

### Variabilità
Tutto il genere ha una spiccata tendenza alla poliploidia con specie che a volte difficilmente possono essere separate le une dalle altre. Crepis paludosa per alcuni aspetti travalica i limiti del genere stesso; infatti mentre per l'aspetto morfologico più immediato è una Crepis, per la forma degli acheni e del pappo potrebbe essere confusa per una specie del genere Hieracium. Come spiegazione per questo si fanno due ipotesi, nessuna delle due ancora verificate: (1) potrebbe rappresentare un fenomeno di convergenza evolutiva oppure (2) si potrebbe essere in presenza di una ibridazione molto antica.

### Specie simili
Allo stesso gruppo e sezione appartengono le seguenti specie:
- Crepis alpestris (Jacq.) Tausch - Radichiella alpestre: le foglie cauline sono amplessicauli; l'involucro ha una forma emisferica (7 - 12 x 9 – 16 mm), è ghiandoloso e grigio-tomentoso; i fiori sono lunghi da 18 a 23 mm.
- Crepis paludosa (L.) Moench. - Radichiella a pappo giallastro: le foglie cauline sono amplessicauli; l'involucro ha una forma subcilindrica (3 - 8 x 10 – 12 mm) e le brattee sono ricoperte da setole nerastre e ghiandole più chiare; i fiori sono lunghi da 18 a 23 mm.
- Crepis sprengelii Nicotra - Radichiella siciliana: le foglie cauline (se presenti) non sono amplessicauli; l'infiorescenza si presenta con pochi capolini (1 - 4); i fiori ligulati sono lunghi 17 mm; gli acheni sono lunghi 12 – 13 mm. (Nella "Flora d'Italia" questa specie è denominata Crepis gussonei Greuter.[12])
- Crepis tectorum L. - Radichiella dei tetti: le foglie cauline (se presenti) non sono amplessicauli; gli acheni sono lunghi 2,5 - 4,5 mm.

### Sinonimi
Sono elencati alcuni sinonimi per questa entità:
- Aracium paludosum (L.) Monnier
- Barkhausia paludosa  (L.) Baumg. ex DC.
- Crepis rumicifolia  Boiss. & Balansa
- Geracium paludosum  (L.) Rchb.
- Hapalostephium paludosum  (L.) D.Don
- Hieracium acuminatum  Vuk.
- Hieracium paludosum  L.
- Hieracium paniculatum  Gilib.
- Limnocrepis paludosa  (L.) Fourr.
- Soyeria paludosa  (L.) Godr.